# Satori (folklore)

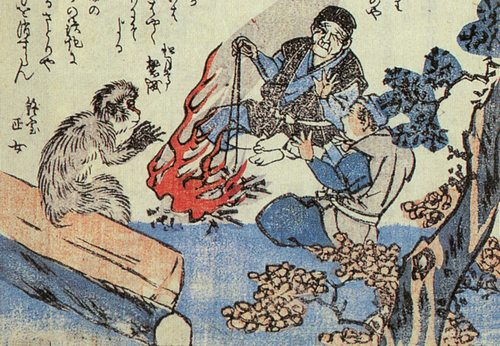
Un satori dans le Kyōka Hyaku monogatari par Masasumi Ryūsaikanjin

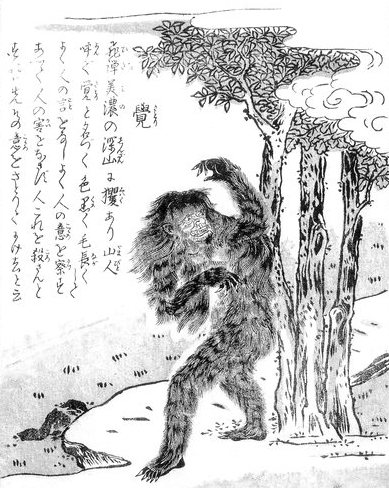
Un satori dans le Konjaku Gazu Zoku Hyakki par Toriyama Sekien

Dans le folklore japonais, les satori (覚, « conscience ») sont des monstres surnaturels (yōkai) qui passent pour vivre dans les montagnes des  provinces de Hida et Mino (moderne préfecture de Gifu) et sont capables de lire dans l'esprit des gens.
Les humains les rencontrent le long des sentiers de montagne ou lorsqu'ils se reposent dans les montagnes. Après avoir lu l'esprit d'une personne, le satori dit tout haut les pensées de la personne plus vite qu'un humain ne le pourrait. Il existe aussi une théorie selon laquelle ils sont les incarnations enfants des dieux des montagnes qui sont venus détruire et emprunter la forme des yōkai.
Ils peuvent apparaître devant les personnes dans des refuges de montagne et peuvent même essayer de les tuer et de les manger s'ils en ont la possibilité mais si quelque chose surprend les satori de façon inattendue, ils sont saisis de peur et s'enfuient. Une autre théorie prétend qu'ils ne représentent aucun danger pour les gens et n'oseraient pas faire de mal aux travailleurs de la montagne, ce qui permet de cohabiter avec eux.
Un satori est décrit dans le Konjaku gazu zoku hyakki de Toriyama Sekien mais comme il est composé sur le modèle des yamako (玃) dans le Wakan Sansai Zue et autres ouvrages et qu'il est même dit « il y a des yamako au plus profond des montagnes de Hida et Mino » dans le texte, Toriyama Sekien lui aurait donné le nom satori parce qu'ils sont capables de lire (satoru) dans l'esprit des gens. Le yamako était un homme-singe des légendes chinoises mais dans le Wakan Sansai Zue, c'est un animal qui lit dans l'esprit des gens à Hida et Mino et comme le caractère 玃 peut aussi être prononcé kaku, le caractère 覚 (également kaku) a été employé car approprié pour un remplacement, ce qui a ensuite été mal interprété comme satori et c'est donc cette interprétation qui a donné naissance à la légende du satori comme un autre type de yōkai que le yamako. Une autre théorie avance que les satori sont calqués sur le modèle des yamabiko trouvés dans le Konjaku Gazu Zoku Hyakki, le Hyakkai zukan et autres collections mais selon le folkloriste Kunio Yanagita dans son livre Yokai Dangi, l'idée que les satori lisent les esprits et la légende selon laquelle les yamabiko peuvent imiter les voix ont la même origine.

## Source de la traduction
- (en) Cet article est partiellement ou en totalité issu de l’article de Wikipédia en anglais intitulé « Satori (folklore) » (voir la liste des auteurs).